# Traité franco-siamois de Bangkok
Le Traité franco-siamois de Bangkok a été signé le 15 juillet 1867, par celui-ci le Siam renonce à ses droits sur le Cambodge et reconnaît le protectorat français, mais obtient les provinces de Battambang, Siem Reap et Sisophon. Il fait suite au traité de protectorat du Cambodge de 1863 et au traité secret entre Rama IV et Norodom de cette même année.
Il a été ratifié le 24 octobre.